# Fantastic Four (film, 2015)
Fantastic Four (marknadsföringstitel: Fant4stic) är en amerikansk superhjältefilm om Fantastic Four, den tredje filmen baserad på hjältegruppen och en reboot på franchisen. Filmen är regisserad av Josh Trank och hade biopremiär i Sverige den 7 augusti 2015. I huvudrollerna ses Miles Teller, Kate Mara, Michael B. Jordan och Jamie Bell.

## Rollista
| Miles Teller      | – Reed Richards / Mr. Fantastic |
| Michael B. Jordan | – Johnny Storm / Human Torch    |
| Kate Mara         | – Susan Storm / Invisible Woman |
| Jamie Bell        | – Ben Grimm / The Thing         |
| Toby Kebbell      | – Victor von Doom / Doctor Doom |
| Reg E. Cathey     | – Dr. Franklin Storm            |
| Tim Blake Nelson  | – Dr. Harvey Allen              |
| Dan Castellaneta  | – Mr. Kenny                     |
| Tim Heidecker     | – Mr. Richards                  |

## Mottagande
Fantastic Four möttes av negativa recensioner från både kritiker och publiken. Filmen kritiserades för specialeffekterna, skådespeleriet, designern för karaktärerna, och dess dystra och humorlösa ton. På Rotten Tomatoes har filmen ett medelbetyg på 9%, baserat på 216 recensioner, och ett genomsnittsbetyg på 3,4 av 10. På Metacritic har filmen genomsnittsbetyget 27 av 100, baserat på 40 recensioner.
Vid Razziegalan 2016 nominerades filmen till fem Razzie Awards och vann tre för Sämsta film (delad med Fifty Shades of Grey), Sämsta regissör och Sämsta prequel, nyinspelning, rip-off eller uppföljare.